# Handpresse

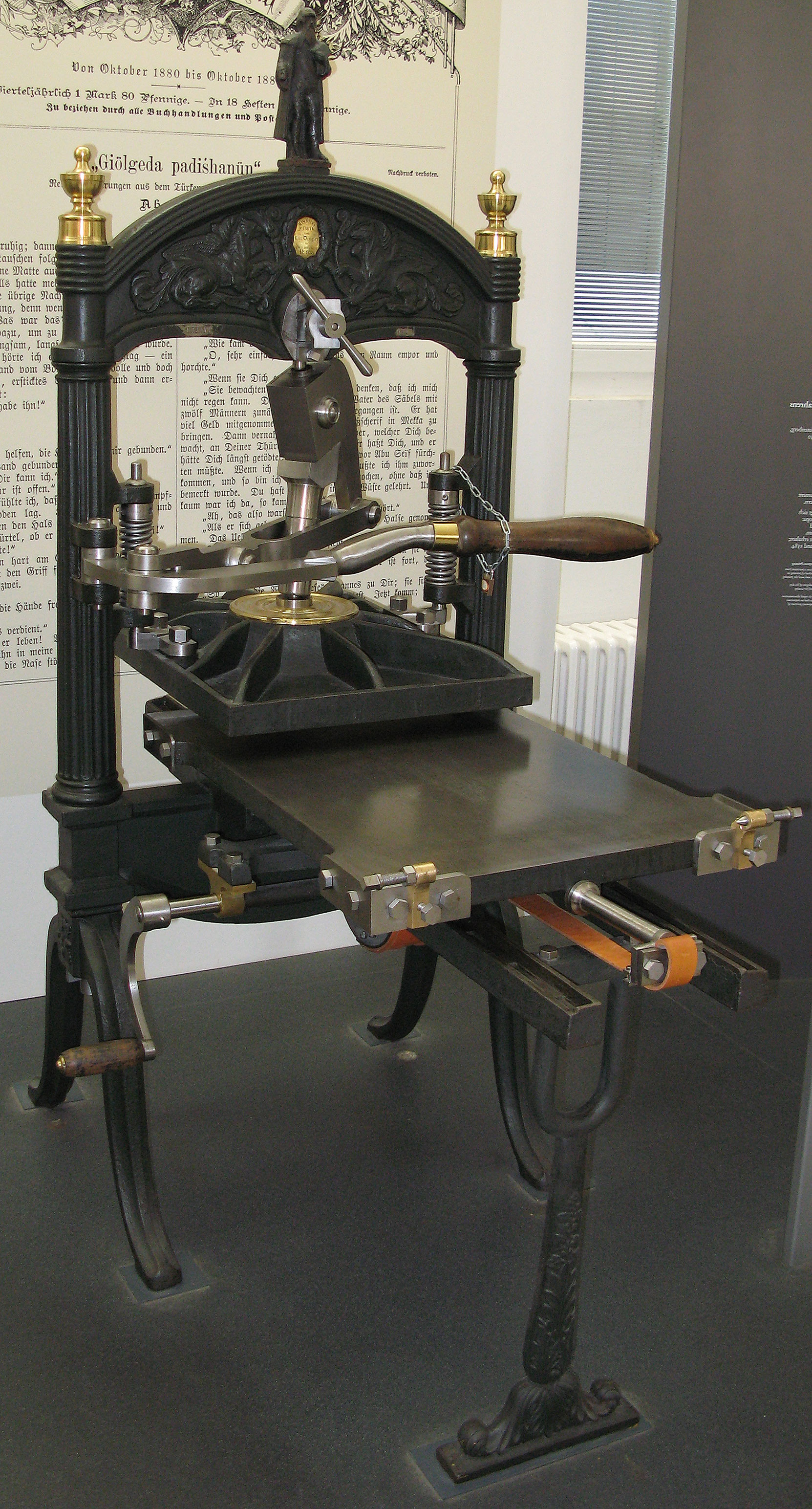
Kniehebelpresse von 1845

Eine Handpresse ist eine mit menschlicher Muskelkraft betriebene Presse. Handpressen wurden zur Wein-, Öl- und Saftgewinnung eingesetzt, aber auch im metallverarbeitenden Gewerbe zum Prägen von Münzen und Medaillen. Eine historisch wichtige Funktion erfüllten sie als Druckerpresse.
Meist wird sie namengebend durch Handbetrieb angetrieben, teilweise jedoch auch durch Fußbetätigung. Dabei wurden sehr einfache Geräte verwendet, wie auch solche mit Schwungrad und mit Papierausleger ausgerüstete Pressen. 

## Handpressen im Druckwesen
Bis zur Ablösung des Hochdruckverfahrens durch den Offsetdruck wurden kleine Auflagen von Faltblättern und Broschüren mit Handpressen gedruckt. Mit dem Aufkommen neuer Drucktechniken blieb die Verwendung der Handpressen auf die Herstellung von Korrekturabzügen, Kleinstdrucksachen und Barytabzügen beschränkt. In der Umdrucktechnik wurde die Handdrucktechnik über Zwischenabdrucke auf Pergamentpapiere noch länger angewandt, jedoch ist auch in diesem Bereich die Handpresse seit etwa 1980 völlig verschwunden. Heute werden Handpressen nur noch als Demonstrationsobjekt, in Schulungen oder im Bereich der graphischen Kunst eingesetzt. Eine gewerbliche Verwendung war aber bis in die Mitte des 20. Jahrhunderts üblich.
In jüngerer Vergangenheit und Gegenwart werden damit in der Regel im buchkünstlerischen Bereich Pressendrucke gefertigt.
Handpressen werden nicht nur für den Hochdruck, sondern auch für den Flach- und Tiefdruck eingesetzt. Lediglich beim Durchdruckverfahren (Siebdruck) wird keine Handpresse verwendet.
Die Handpressen unterscheiden sich nach der Art der Fundamentlage (horizontal, vertikal, starr, beweglich) und der Art der Gegendruckgestaltung. So sind die Tiegeldruckpressen klassische Flachformpressen mit flachem Gegendruck, die Zylinderpressen (Abziehpresse, Reiberpresse) hingegen entsprechen einer Handschnellpresse mit rundem Gegendruck. Jede Bauart hat wiederum Unterbauformen und verwendet verschiedene funktionale Techniken zum Einfärben der Form, Anlegen und Ablegen der Bogen sowie zur Drucksteuerung. Aus den rein manuellen Handpressen entwickelten sich Zwischenbauformen, die als Geräte und später sogar Maschinen Ausprägung fanden.

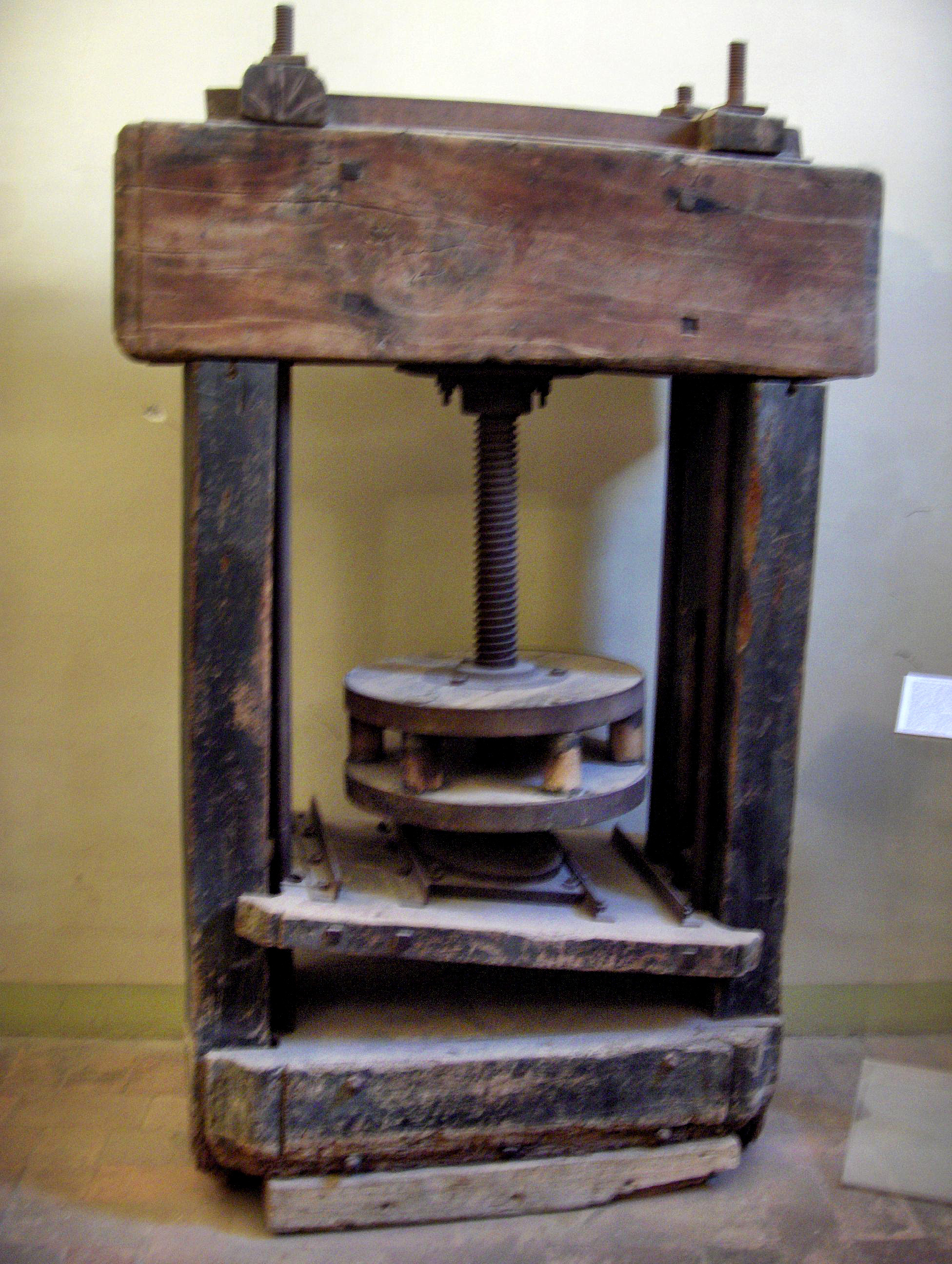
Handpresse aus dem 15. Jahrhundert
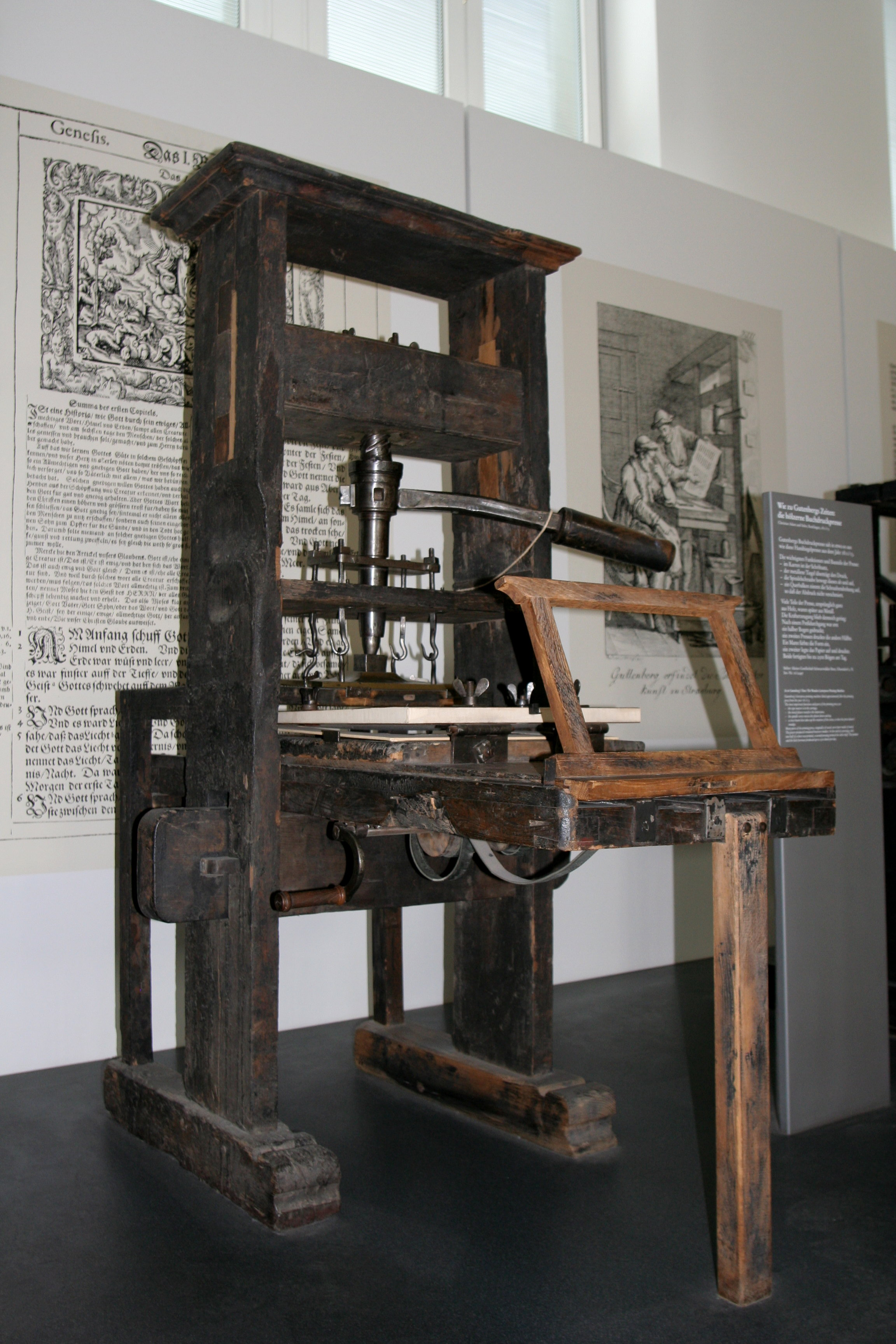
Handtiegeldruckpresse aus dem Jahr 1811
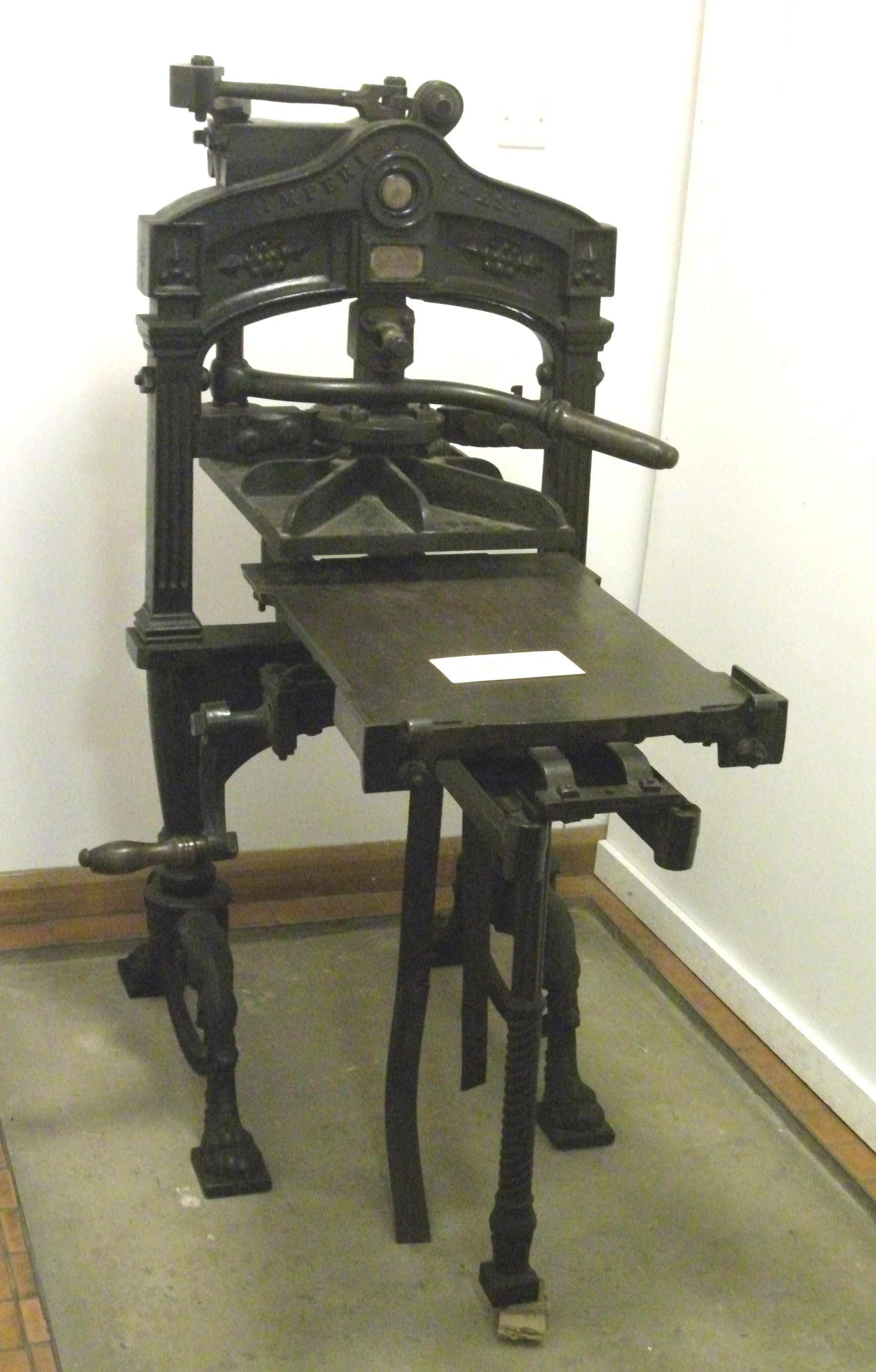
Handpresse aus dem Jahr 1860
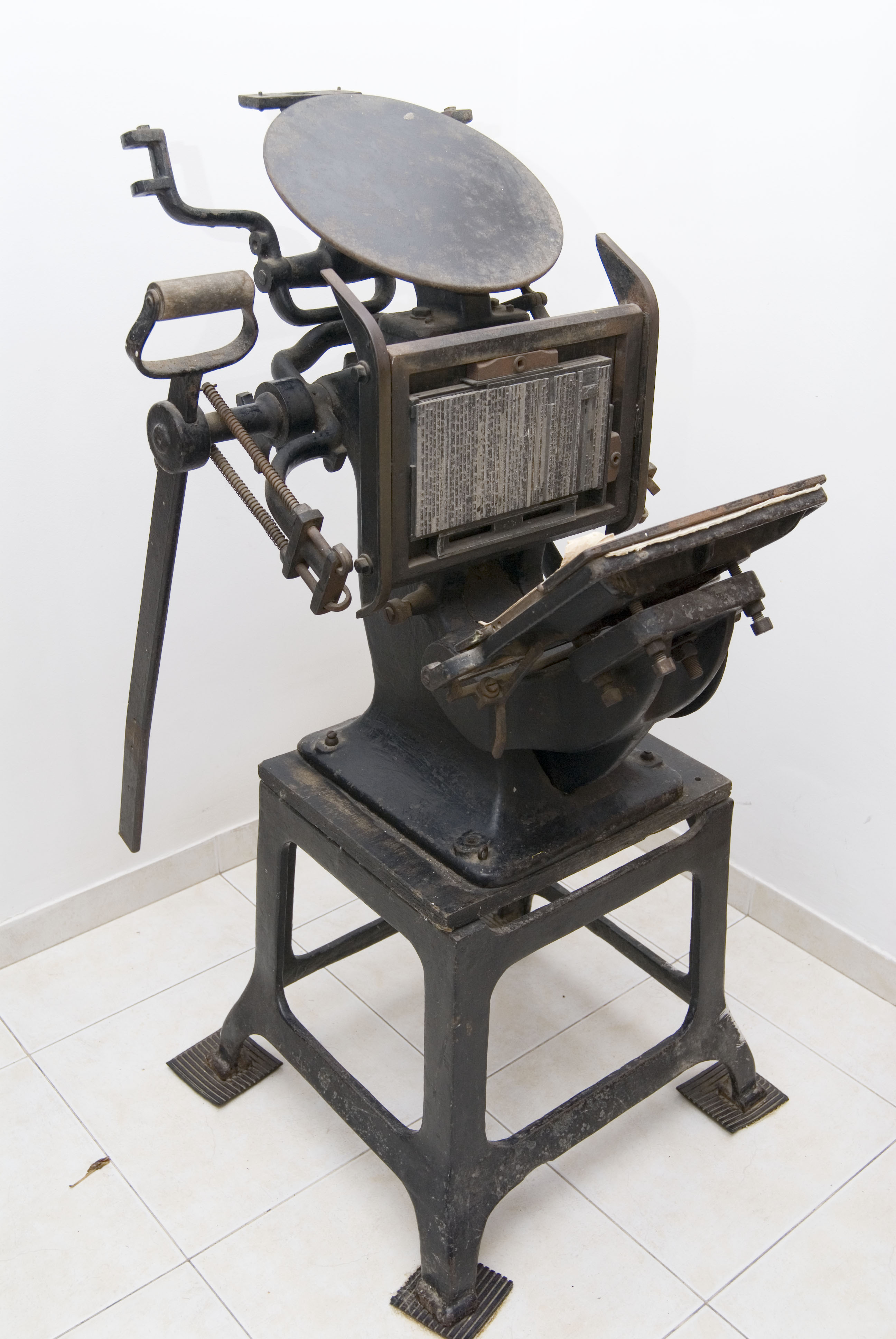
Tiegel-Handpresse um 1900